# 十字军广场

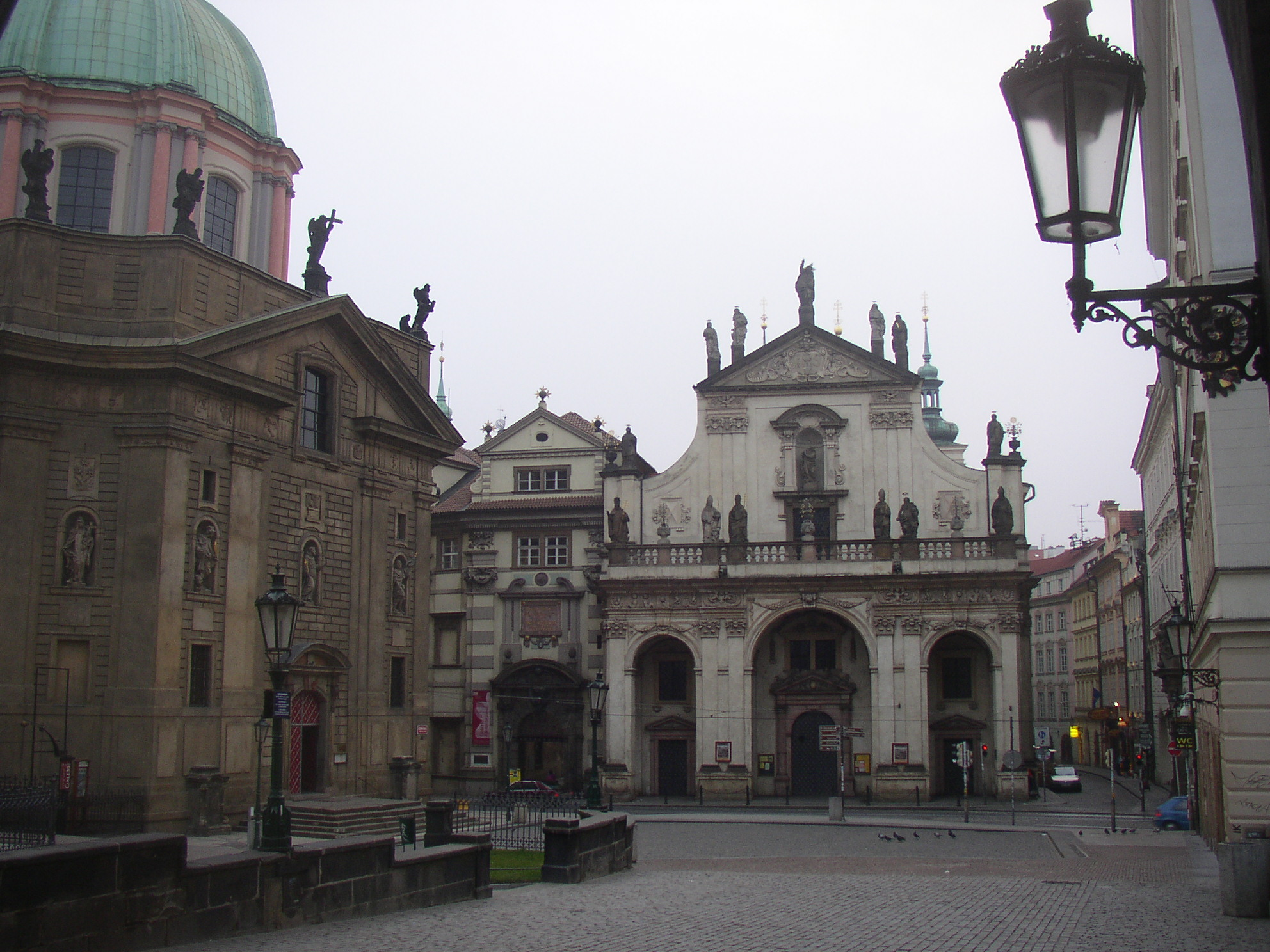
清晨空旷的广场，几小时后将挤满游客

十字军广场（Křižovnické náměstí）是捷克首都布拉格老城的一个广场，位于伏尔塔瓦河右岸，靠近查理大桥和皇家之路。 它虽然属于布拉格最小的广场之一，却是该城游客最多的地方之一。在中世纪，这里曾是Křižovnický 岛，现在基本被建筑物覆盖。其名称源自于广场北侧的紅星十字騎士會（Řád křižovníků s červenou hvězdou）修道院。
在广场的北侧，矗立着圣方济各教堂（Kostel svatého Františka z Assisi），毗邻修道院的角墙，还有朱迪大桥（Juditin most）已不存在的十字桥塔。在今天的广场下面，是通往原始路面的桥梁通道。
其东侧是救主堂的立面，它是克莱门特学院的一部分。沿着东侧通往重要的交通干线，沿着河滨路的有轨、无轨电车线路与繁忙的汽车路交汇。 
广场上其他主要建筑还有老城桥塔（Staroměstská mostecká věž），以及哥特复兴式的查理四世纪念碑，为德累斯顿雕塑家Ernst Hähnel创作，于1848年为查理大学建校500周年而建。 
广场自1848年定型为今日的模样。 

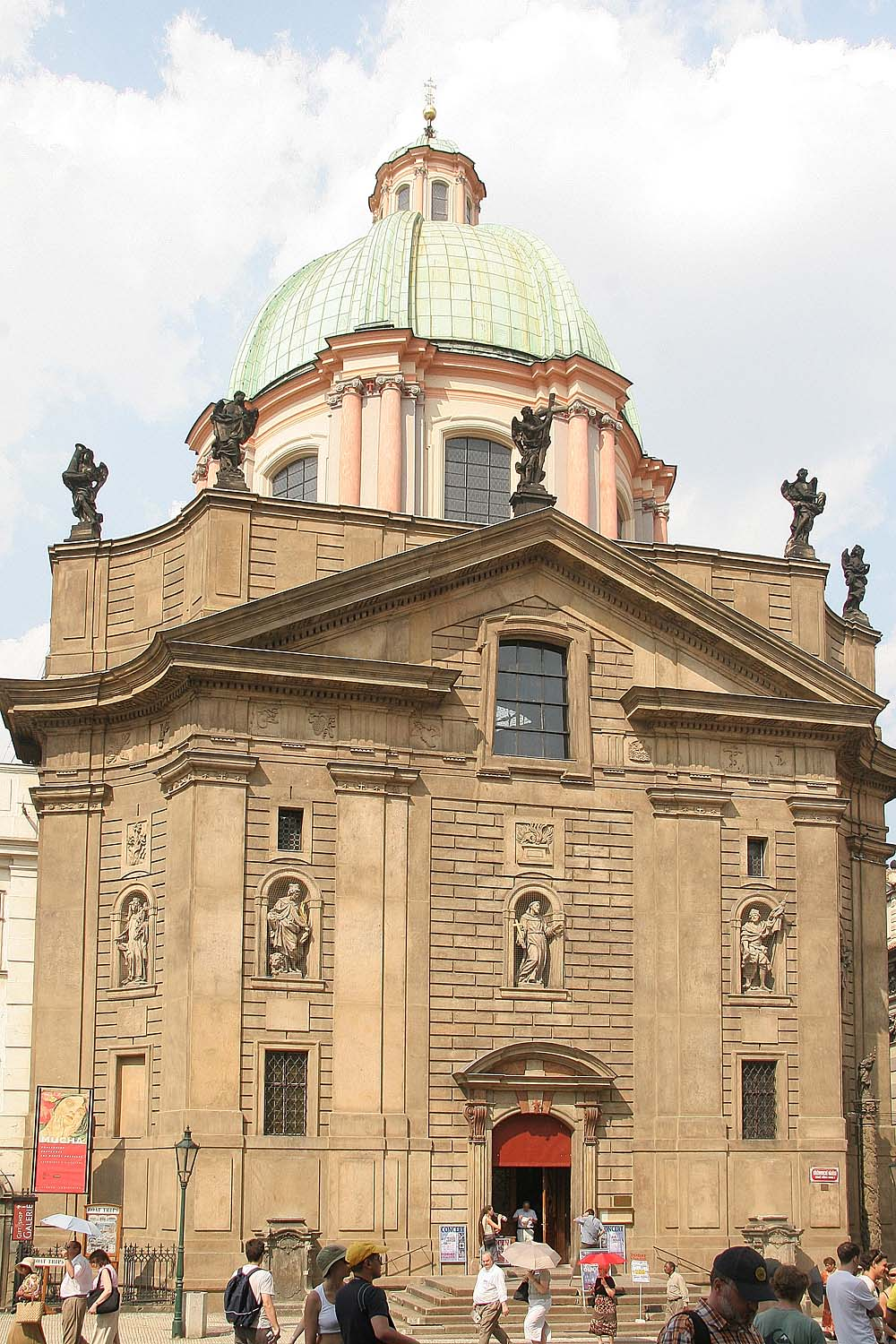
圣方济各教堂
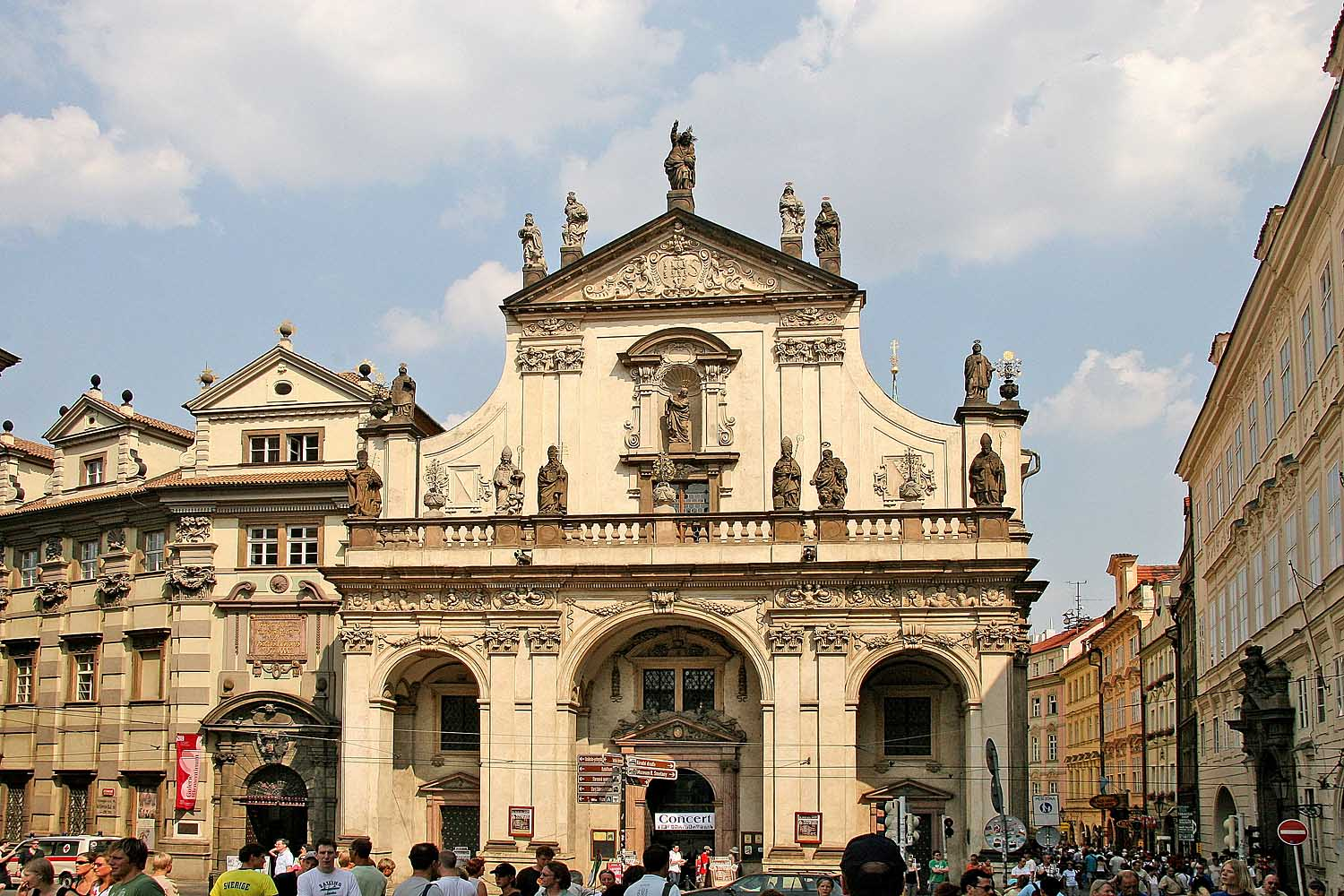
救主堂
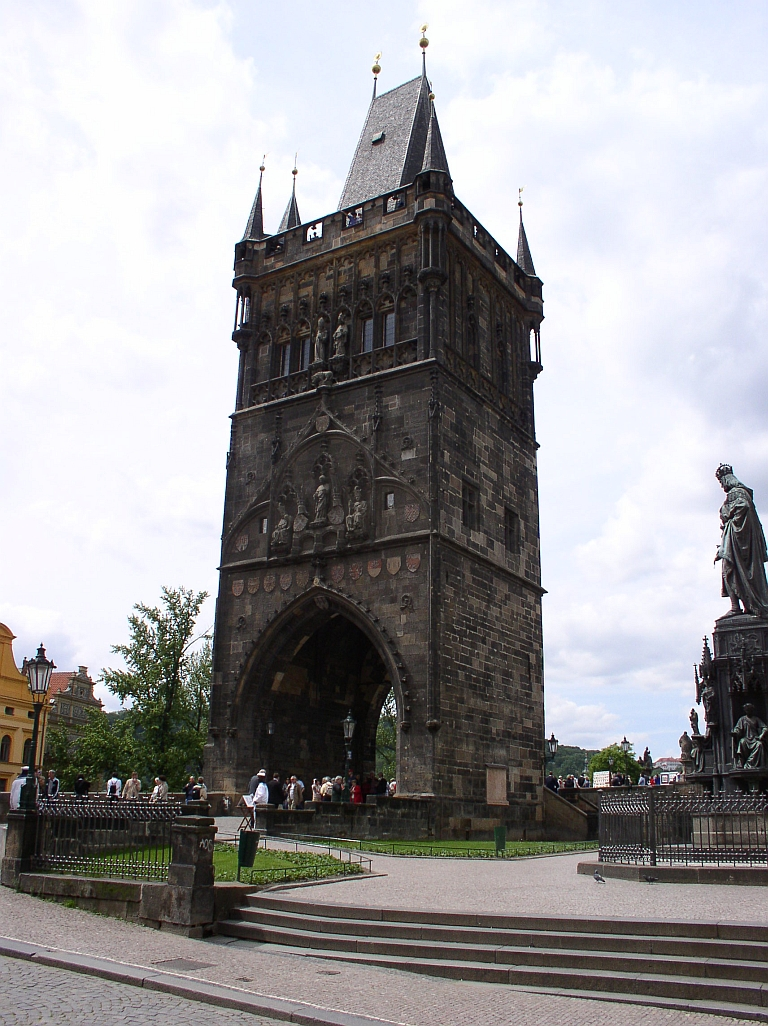
老城桥塔
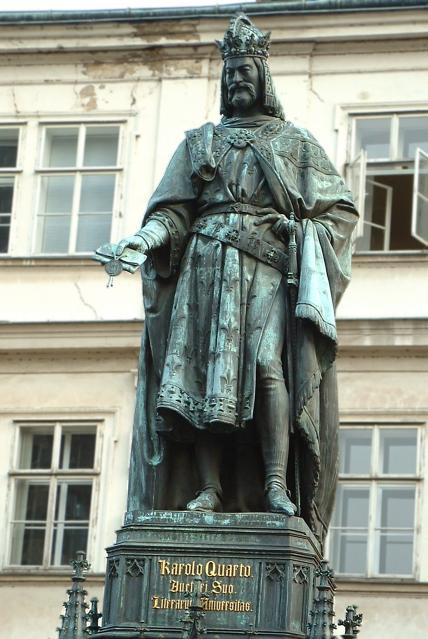
查理四世